# José Benoliel
José Benoliel (Tánger, 1858-Tánger, 1937) fue un escritor y traductor marroquí, sefardí y nacionalizado portugués. También se le conoce como Joseph o Yusef Benoliel.

## Biografía
Nació en Tánger. En 1859, se refugió con su familia en España con motivo de la  guerra hispano-marroquí, volviendo a Tánger al término del conflicto, en 1860.
Estudio en la Alianza Israelita Universal de la misma ciudad,estudiando también en una yesivá de Marruecos. Posteriormente marchó a completar su formación en la École Orientale de la Alianza en París. Durante algunos años fue maestro en la escuela Mikvé Israel de Jaffa, que por entonces formaba parte del imperio otomano. También ejerció en Tánger y Mogador. En 1881se asentó en Lisboa, donde ejerció de profesor de lenguas (francés, hebreo y árabe) hasta su jubilación en 1921.
Entre 1887 y 1888 inició sus funciones como director del curso de francés de la Escola Industrial Marquês de Pombal. El 17 de marzo de 1888 fue autorizado por el consejo del Curso Superior de Letras a impartir un curso libre de hebreo, que funcionó entre 1888 y 1891. Dos décadas después, el 2 de agosto de 1911, Benoliel escribió a Bernardino Machado, a quien conocía desde hacía mucho, para solicitarle la atribución sin concurso, de la cátedra de hebreo que ya existía en la Faculdad de Letras de Lisboa, si bien su gestión fue infructuosa.
En 1907 fue nombrado  académico correspondiente de la Real Academia Española.
Entre 1912 y 1916, Benoliel fue vocal del Comité de la Comunidad Israelita de Lisboa, y creó un boletín para los miembros da comunidad. Moisés Amzalak figuraba también como segundo secretario. En el artículo sobre Benoliel que Amzalak redactó para la Encyclopaedia Judaica (vol. 4, 1971),  afirma que este también fue traductor oficial del ministerio portugués de asuntos exteriores.
Tras jubilarse, regresó a su ciudad natal. Allí fue presidente de la comunidad judía desde su llegada en 1921, y por un periodo de tres años, mandato durante el cual apoyó el proyecto de creación de un moderno seminario rabínico cuyo plan de estudios se incluyese tanto materias religiosas como ciencias y cultura occidentales.

## Obra
Además de su dedicación a la enseñanza, Benoliel tuvo una actividad polifacética. Fue un inventor apasionado por la relojería y la mecánica de precisión, actividad en la que diseñó una máquina de escribir para ciegos en sistema braille y un aparato para escribir en varios alfabetos.Pero es más conocido por su obra escrita, que incluye desde libros de texto y diccionarios a obras literarias tanto propias como traducidas o de origen popular.
Publicó diversos libros didácticos para la enseñanza de lenguas,entre los que figuran dos diccionarios ilustrados francés-portugués y un libro de elementos de gramática francesa.También publicó recopilaciones de literatura oral popular, como Frases y dichos de la jaquetíao Refranes sefardíes del norte de Marruecos.Tradujo varias obras literarias del portugués al francés; elaboró una compilación de textos religiosos judíos trasladados al castellano titulada Porat Yosef; y escribió poesía en portugués, francés y hebreo.
En 1892, le fue publicada por la Sociedad de Geografía de Lisboa una de sus dos contribuciones para el X Congreso Internacional de Orientalistas (con sede en Lisboa), que no llegó a celebrarse: Inês de Castro. Épisode des Lusiades. Traduction en vers hébreux, con prefacio de Luciano Cordeiro. Otra contribución para dicho congreso, Fábulas de Loqmán: vertidas em Portuguez e paraphraseadas em versos hebraicos, fue publicada por la misma Sociedad en 1898 como parte de la conmemoración del cuarto centenario del descubrimiento de la India. Con el mismo motivo, la Sociedad de Geografía imprimió dos obras de Benoliel: Lyricas de Luiz de Camões com Traducções Francezas e Castelhanas y Episodio do Gigante Adamastor – Estudo critico.

## Sefardismo
José Benoliel fue corresponsal de Ángel Pulido Fernández, intelectual y político español interesado por la comunidad sefardí. Benoliel le remitió una información detallada sobre las comunidades sefardíes de Portugal, y se convirtió en un estrecho colaborador de Ramón Menéndez Pidal. Entre 1904 y 1913, Benoliel envió a Menéndez Pidal más de 150 versiones de romances de Tánger y Tetuán, que había recogido entre sefardíes residentes en Lisboa. Ambos publicaron juntos un artículo sobre una de las endechas más difundidas entre los sefardíes de Marruecos, que deriva de un texto español del siglo XV. Además, Benoliel es autor de un elaborado y completo estudio sobre la haquetía, la variedad del judeoespañol de Marruecos: Dialecto judeo-hispano-marroquí o hakitía. Este trabajo fue publicado por entregas en el Boletín de la Real Academia Española a partir de 1926, justamente cuando Menéndez Pidal era director de la Academia.

## Premios y reconocimientos
- Miembro de la Academia de Ciencias de Portugal [3]
- Miembro de la Academia de Montreal[3]
- Miembro del Instituto de Coimbra[3]desde 1903[2]
- Miembro de la Sociedad de Geografía de Lisboa[3]
- Académico correspondiente extranjero de la Real Academia Española[3]